# The Order
The Order, cunoscută și sub denumirea de Brüder Schweigen sau Silent Brotherhood, a fost o organizație teroristă și rasistă activă în Statele Unite ale Americii între septembrie 1983 și decembrie 1984. Activitățile grupării au fost susținute financiar cu bani obținuți din jafuri armate. Zece membri ai acesteia au fost judecați și condamnați pentru crimă organizată, iar doi dintre aceștia pentru uciderea realizatorului radio Alan Berg.

## Istoria
The Order a fost înființat de Robert Jay Mathews la finalul lunii septembrie în 1983 la ferma sa din apropierea Metaline, Washington. Mathews a fost botezat în religia mormonă în perioada liceului. A fondat o miliție anticomunistă numită „Sons of Liberty”,  formată din mormoni survivaliști, fundamentaliști și asociați ai lui John Singer. Aceasta nu avea nici o legătură cu o altă organizație care poartă același nume.
Scopul principal al organizației The Order era revolta împotriva guvernului american considerat de către membrii acestuia, respectiv ai altor grupări supremațiste, ca fiind controlat de un grup de evrei importanți. Numele organizației a fost preluat din lucrarea lui William Luther Pierce, The Turner Diaries. The Order avea ca scop și stabilirea unei patrii din care să lipsească evrei și persoanele de culoare în teritoriile nord-vestice ale SUA. Aceștia descriau guvernul Statelor Unite drept ZOG, un acronim pentru Guvernul sionist de ocupație. DIn această grupare făceau parte Randy Evans, Gary Yarborough, Bruce Pierce, Denver Parmenter, Frank DeSilva, Richard Scutari, David Lane, Randy Duey, și David Tate.
Organizația avea elaborată o listă de inamici, unul dintre aceștia fiind gazda unei emisiuni radio, Alan Berg, ucis pe 18 iunie 1984 în fața casei sale de către Bruce Pierce și alți membri The Order. Berg era cel de-al doilea nume prezent pe lista acestora.
În decembrie 1984, autoritățile au reușit să-l urmărească pe Mathews până la casa sa de pe Insula Whidbey unde a refuzat să se predea. În timpul unui schimb de focuri, casa a fost incendiată, iar acesta a fost ucis. O mare parte din neonaziști îl consideră pe Mathews drept un martir.